# Hausen (Obertshausen)
Hausen (ⓘ) ist ein Stadtteil der Stadt Obertshausen im südhessischen Landkreis Offenbach und ist Sitz der Stadtverwaltung. Der Ort liegt auf einer Höhe von 112 m über NN, etwa 8,5 km südöstlich von Offenbach.

## Geschichte

### Mittelalter
Die älteste erhaltene Erwähnung von Hausen stammt aus dem Jahr 1069: Damals erlaubte König Heinrich IV. dem Kloster St. Jakob zu Mainz, Land im Dreieichforst neu zu roden. Das Land lag in der Nähe des Dorfes „Hyson“ in pago Moinegowe in comitatu Gerhardi comitis (im Maingau in der Grafschaft des Grafen Gerhard). Die Herren von Hausen, eine Seitenlinie der Hagenhausener, hatten hier Besitz.
Hausen lag im Amt Steinheim, das zunächst den Herren von Eppstein gehörte und ab 1371 als Pfand je zur Hälfte den Grafen von Katzenelnbogen und den Herren von Hanau. 1393 gelangte das Pfand insgesamt an die Herren von Cronberg. Vom Mittelalter bis 1819 gehörte Hausen zur Biebermark.
Das örtliche Kirchenpatrozinium lag bei Josef von Nazaret. Die Gemeinde gehörte zunächst zusammen mit der von Lämmerspiel zu Großsteinheim, ab 1576 zu der verselbständigten Pfarrei von Lämmerspiel. 1842 wurden dann diese beiden Gemeinden jeweils verselbständigt.

### Historische Namensformen
In erhaltenen Urkunden wurde Hausen unter den folgenden Namen erwähnt (in Klammern das Jahr der Erwähnung):
- Hyson (1069)
- Husen (1223)
- Husen posterior (1287)
- Hinderhusen (1302)
- Husen (1317)
- Hausen hinder der Sonnen (1337)
- Husin hinder der Sonnen (1339)
- Husen hindir der Sonnen (1397)
- Hausen in der Sunnen (1524)
- Husen hinder Simen (16. Jahrhundert)
- Hausen (1616)

Postkarte von 1910

Die Namensform Hausen hinter der Sonne, unter welcher der Ort bis ins 20. Jahrhundert bezeichnet wurde, geht wahrscheinlich auf die Eppsteiner Zeit zurück, als es in deren Herrschaftsbereich zwei Orte namens Hausen gab. Das östlich gelegene Hausen wurde dabei als Hausen hinter der Sonne (im Osten: hinter dem Sonnenaufgang) im Gegensatz zum westlich gelegenen Hausen vor der Sonne bezeichnet. Beim westlich gelegenen Hausen handelte es sich wahrscheinlich nicht um den heutigen Frankfurter Stadtteil Hausen, sondern um den Weiler Hausen vor der Sonne, heute ein Ortsteil von Hofheim am Taunus. Hausen bei Frankfurt stand zwar auch für kürzere Zeit unter der Herrschaft von Eppstein, Hausen vor der Sonne (bei Hofheim) gehörte aber mit am längsten zu Herrschaft und Amt Eppstein.
Der andere bekannte, spätestens im 17. Jahrhundert aufgegebene Ort Hausen hinter der Sonne im östlichen Odenwald, muss ebenfalls zur Unterscheidung von einem westlichen Hausen so genannt worden sein. Da es zeitgleich zwei Hausen hinter der Sonne gab, die nur knapp vierzig Kilometer voneinander entfernt gelegen haben, dürfte es gelegentlich zu Verwechslungen gekommen sein.

### Neuzeit
Im Jahr 1425 verkaufte Gottfried von Eppstein das Amt Steinheim an das Kurfürstentum Mainz. In den Jahren 1631 bis 1634, während des Dreißigjährigen Kriegs, beschlagnahmte König Gustav II. Adolf das Amt als Kriegsbeute und stattete die nachgeborenen Hanauer Grafen Heinrich Ludwig von Hanau-Münzenberg (1609–1632) und Jakob Johann von Hanau-Münzenberg (1612–1636), die mit ihm verbündet waren, damit aus. Da beide Grafen schon bald starben und der Westfälische Friede auf das Normaljahr 1624 abstellte, kam Hausen wieder an Kurmainz. Der Dreißigjährige Krieg und die Pest-Epidemie von 1636 dezimierten die Einwohnerschaft stark.
Im Jahr 1664 verkaufte Erzbischof Johann Philipp von Mainz seinem Bruder Philipp Erwein von Schönborn die Dörfer Hausen und Obertshausen für 9.000 Gulden. Die Fürsten von Isenburg-Birstein erhielten 1806 die Landeshoheit über das Schönbornsche Amt Heusenstamm mit Hausen. In Folge des Wiener Kongresses kam das Fürstentum südlich des Mains letztendlich 1816 zum Großherzogtum Hessen (Hessen-Darmstadt). Nach der Aufteilung der Biebermark 1819 wurden Anteile des Markbesitzes Hausen als Gemeindewald zugewiesen. Innerhalb des Großherzogtums gehörte Hausen bis 1821 Patrimonialherrschaft der Grafen von Schönborn und anschließend zu folgenden Verwaltungseinheiten des Großherzogtums:
- 1821: Landratsbezirk Seligenstadt
- 1832: Kreis Offenbach
- 1848: Regierungsbezirk Darmstadt
- 1852: Kreis Offenbach

Gerichtlich gehörte Hausen seit 1821 zunächst zum Landgericht Steinheim, das 1835 nach Seligenstadt verlegt und in Landgericht Seligenstadt umbezeichnet wurde. Anlässlich der umfassenden Neueinteilung der Gerichtsbezirke im rechtsrheinischen Teil des Großherzogtums 1853 wurde Hausen dem Landgericht Offenbach zugeteilt. Das Landgericht wurde 1879 durch das Amtsgericht Offenbach ersetzt.
Im Zuge der Gebietsreform in Hessen wurden am 1. Januar 1977 die bis dahin selbständigen Gemeinden Obertshausen und Hausen per Gesetz zusammengelegt. Die Gemeinde hieß zunächst „Hausen“. Am 1. Januar 1978 folgte die Umbenennung zu „Obertshausen“. Beide Stadtteile sind räumlich durch die Bundesstraße 448 voneinander getrennt.

### Einwohnerentwicklung
Belegte Einwohnerzahlen sind:
- 1576: 10 Haushaltungen

| Hausen: Einwohnerzahlen von 1829 bis 1970 | Hausen: Einwohnerzahlen von 1829 bis 1970 | Hausen: Einwohnerzahlen von 1829 bis 1970 | Hausen: Einwohnerzahlen von 1829 bis 1970 | Hausen: Einwohnerzahlen von 1829 bis 1970 |
| --- | ----------------------------------------- | ----------------------------------------- | ----------------------------------------- | ----------------------------------------- |
| Jahr |                                           |                                           |                                           | Einwohner                                 |
| 1829 | 1829                                      |                                           | 377                                       | 377                                       |
| 1834 | 1834                                      |                                           | 444                                       | 444                                       |
| 1840 | 1840                                      |                                           | 495                                       | 495                                       |
| 1846 | 1846                                      |                                           | 532                                       | 532                                       |
| 1852 | 1852                                      |                                           | 580                                       | 580                                       |
| 1858 | 1858                                      |                                           | 572                                       | 572                                       |
| 1864 | 1864                                      |                                           | 583                                       | 583                                       |
| 1871 | 1871                                      |                                           | 643                                       | 643                                       |
| 1875 | 1875                                      |                                           | 676                                       | 676                                       |
| 1885 | 1885                                      |                                           | 807                                       | 807                                       |
| 1895 | 1895                                      |                                           | 925                                       | 925                                       |
| 1905 | 1905                                      |                                           | 1.175                                     | 1.175                                     |
| 1910 | 1910                                      |                                           | 1.346                                     | 1.346                                     |
| 1925 | 1925                                      |                                           | 1.631                                     | 1.631                                     |
| 1939 | 1939                                      |                                           | 2.034                                     | 2.034                                     |
| 1946 | 1946                                      |                                           | 2.804                                     | 2.804                                     |
| 1950 | 1950                                      |                                           | 3.127                                     | 3.127                                     |
| 1956 | 1956                                      |                                           | 3.746                                     | 3.746                                     |
| 1961 | 1961                                      |                                           | 5.318                                     | 5.318                                     |
| 1967 | 1967                                      |                                           | 7.926                                     | 7.926                                     |
| 1970 | 1970                                      |                                           | 9.201                                     | 9.201                                     |
| Datenquelle: Historisches Gemeindeverzeichnis für Hessen: Die Bevölkerung der Gemeinden 1834 bis 1967. Wiesbaden: Hessisches Statistisches Landesamt, 1968. Weitere Quellen: |                                           |                                           |                                           |                                           |

## Wappen und Flagge
Wappen

Blasonierung: „Schild von Gold und Rot geteilt (Hanau bzw. Schönborn). Oben ein grüner Eichenzweig mit drei Eicheln (Bannforst Dreieich), unten eine silberne Tasche (Hausen).“
Das Wappen wurde der damaligen Gemeinde Hausen im Landkreis Offenbach am 30. Juni 1955 durch den Hessischen Innenminister genehmigt. Gestaltet wurde es durch den Heraldiker Georg Massoth.
Die Eicheln sind ein Verweis auf den früheren Wildbann Dreieich, zu dem Hausen gehörte. Die Tasche ist ein Symbol für die im Ort früher stark vertretene Lederindustrie. Die Farben deuten auf die früheren Ortsherren hin: Rot, Gold auf die Grafen von Hanau und Rot, Weiß, Grün auf die Grafen von Schönborn.
Flagge
Am 15. August 1957 wurde der Gemeinde durch den Hessischen Innenminister eine Flagge genehmigt, die wie folgt beschrieben wird:
„Auf breiter, weißen Mittelbahn, beseitet von zwei schmäleren roten Bahnen, das Gemeindewappen.“

## Bauwerke
- Hausener Marktplatz

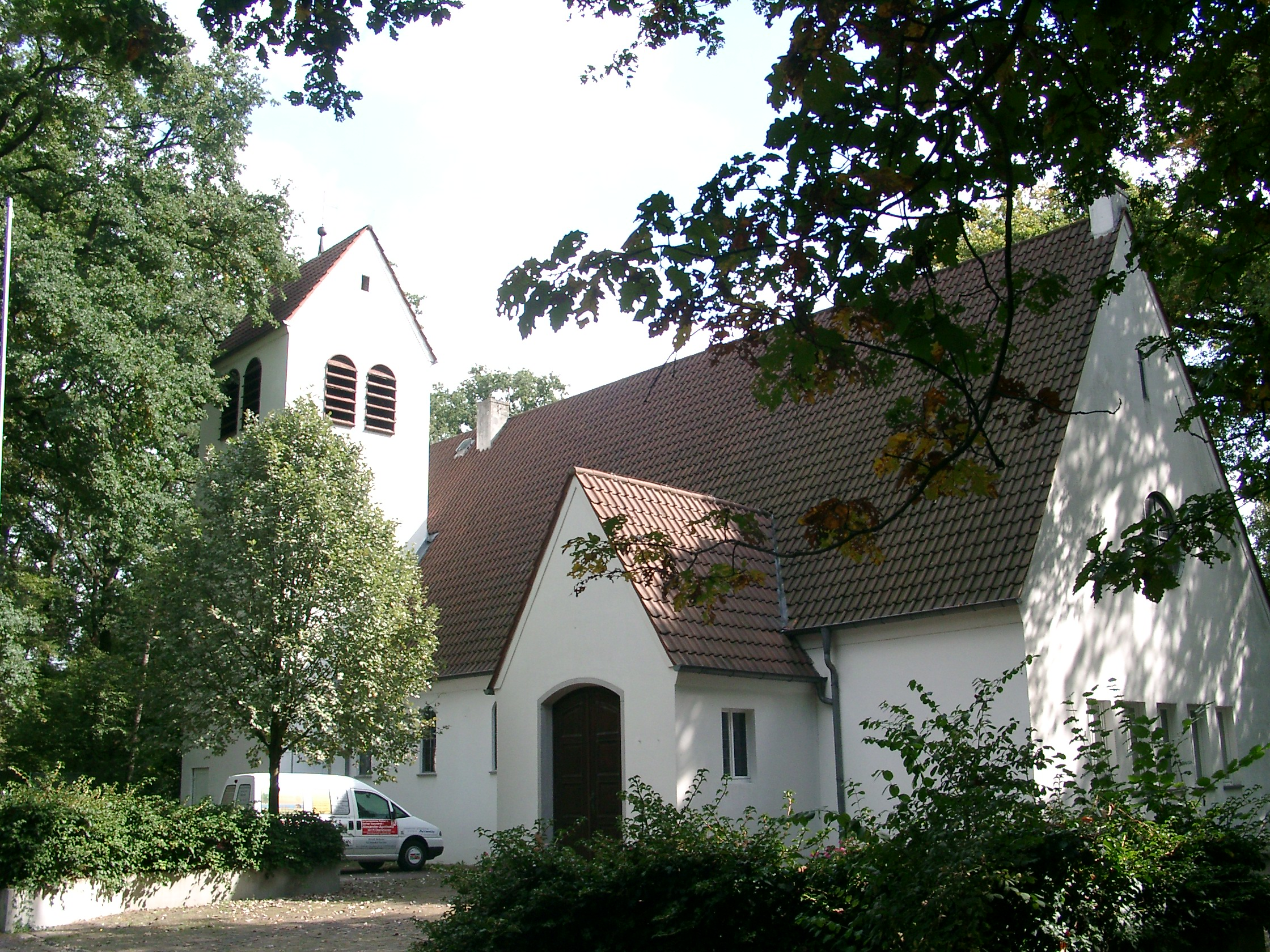
Waldkirche

- Römisch-katholische St.-Josef-Kirche, Seligenstädter Straße
- Römisch-katholische St.-Pius-Kirche, Gumbertseestraße
- Evangelische Waldkirche, Schönbornstraße

## Persönlichkeiten der ehemaligen Gemeinde Hausen
- Valentin Mahr (* 1908; † 1972), von 1951 bis 1971 erster hauptamtlicher Bürgermeister der Gemeinde Hausen
- Pfarrer Peter Valentin Schwahn (* 1889; † 1964), erster Pfarrer und erster Ehrenbürger der Gemeinde Hausen
- Marie Friederike Vetter (* 1904; † 1995), Unternehmerin
- Jakob Wolf (* 1899; † 1982), Mitbegründer der ehemaligen Ymos AG
- Ahmet Kaan (* 1999), Sportjournalist